# هروه بوگنت
هروه بوگنت (انگلیسی: Hervé Bugnet؛ زادهٔ ۲۴ اوت ۱۹۸۱) بازیکن فوتبال اهل فرانسه است.
از باشگاه‌هایی که در آن بازی کرده‌است می‌توان به باشگاه فوتبال دیژون، باشگاه فوتبال کن، باشگاه فوتبال لوتسرن، باشگاه فوتبال بوردو، باشگاه فوتبال لو آور، و باشگاه ورزشی مون‌پلیه اشاره کرد.